# Фолікулостимулювальний гормон
Фолікулостимулювальний гормон (ФСГ)  — гіпофізарний гормон, регулятор розвитку оваріальних фолікулів в жіночому організмі і сперматогенезу у чоловіків.

## Секреція гормону
Глікопротеїдний гонадотропний гормон, що синтезується базофільними клітинами передньої долі гіпофіза. До настання статевої зрілості рівень ФСГ в крові низький. Під час статевого дозрівання починається циклічна секреція гонадотропінів, яка запускає розвиток статевих залоз і секрецію статевих гормонів. Регуляція секреції ФСГ здійснюється переважно гонадоліберином гіпоталамуса, статевими гормонами й інгибіном. Гормон викидається в кров імпульсами з інтервалом в 1-4 години. Концентрація ФСГ під час викиду в 1,5-2,5 раза перевищує середній рівень; викид триває близько 15 хвилин.
У жінок ФСГ потенціює утворення фолікулів яєчника і в комплексі з лютеїнізувальним гормоном (або ЛГ) стимулює біосинтез естрадіолу. Зростання вмісту естрадіолу, що синтезується в фолікулах, які розвиваються, знижує секрецію ФСГ за механізмом негативного зворотного зв'язку. Пік концентрації ФСГ спостерігається в середині менструального циклу, одночасно з овуляторним піком ЛГ. Досягнення критичного рівня ФСГ приводить до овуляції. Під час менопаузи зменшення концентрації естрадіолу викликає підвищення рівня ФСГ.
У чоловічому організмі ФСГ контролює розвиток і функцію сім'яних канальців, особливо сперматогенез. В процесі стимуляції ФСГ і функціонування клітин Сертолі секретується глікопротеїновий гормон — інгибін, який гальмує вироблення ФСГ гіпофізом, замикаючи петлю зворотного зв'язку.

## Значення
ФСГ — один з базових тестів в діагностиці патології репродуктивної системи, зокрема безпліддя, як у жінок, так і у чоловіків. Підвищений рівень гонадотропінів у поєднанні з низьким рівнем статевих стероїдів вказує на недостатність функції статевих залоз. Неадекватна продукція ФСГ відображає дисфункцію гіпоталамо-гіпофізарної системи. Важливе співвідношення ЛГ/ФСГ, яке в нормі у жінок до менопаузи — від 1,5 до 2.